# Hogna electa
Hogna electa Roewer, 1959 è un ragno appartenente alla famiglia Lycosidae.

## Caratteristiche
Le tibie nella parte basale e nella parte apicale sono cosparse di macchie nere.
L'olotipo femminile rinvenuto ha lunghezza totale è di 22 mm; la lunghezza del cefalotorace è di 10,0 mm e quella dell'opistosoma è di 12,0 mm.

## Distribuzione
La specie è stata reperita nella Tanzania settentrionale: in alcune zone degli altopiani delle tribù Masai.

## Tassonomia
Al 2017 non sono note sottospecie e dal 1959 non sono stati esaminati nuovi esemplari.